# Индо-Европейский телеграф
Индо-Европе́йский телегра́ф — телеграфная линия, проложенная в XIX веке между странами Европы и Индией. Линия проходила через Германию, западные губернии России, далее Крым, Кавказ и Персию.
Строительство, которое вела фирма «Сименс и Гальске», началось в 1867 году. На Кавказском участке кабель был изначально проложен по дну моря вдоль берега. Однако вскоре после окончания работ кабель порвался в нескольких местах из-за землетрясения. Эта авария поставила сроки сдачи телеграфа под угрозу срыва. Тогда было решено перенести трассу линии и проложить её по берегу, на столбах. Для переноса линии в нужные сроки требовалось много рабочих. Для этого Карл Сименс повысил строителям зарплаты, а также заплатил композиторам Ганске и Волхаберу большие гонорары, чтобы те написали «Марш телеграфистов». В кратчайшие сроки этот марш стал популярен в Австро-Венгрии, что позволило завербовать необходимых рабочих.
Первое сообщение по телеграфу из Лондона в Калькутту (столицей Британскии империи и её заморскими владениями) было передано 12 апреля (по другим данным — 18 января) 1870 года. В этом сообщении передавался британский гимн и табель заработной платы телеграфистов. Линия телеграфа была официально закрыта в 1931 году.
До настоящего времени в Крыму и на Кавказе сохранились отдельные столбы Индо-Европейского телеграфа, поставленные в 1860-е годы, а в Симферополе и Сухуме сохранились здания телеграфа.